# Edytha Fleischer
em Falkenstein, Bavera, Fleischer é a irmã mais nova do tenor Hanns Fleischer. Ela estudou canto com Lilli Lehmann e fez a sua estreia em 1917, na Ópera Estatal de Berlim (BSO), como Konstanze em Die Entführung aus dem Serail, de Mozart. Ela continuou a destacar-se em retratos de heroínas das óperas de Mozart, na orquestra e no Festival de Salzburgo, fazendo as suas primeiras aparições na última instituição. Em 1922, cantou Susanna, em As bodas de Fígaro, e Zerlina, em Don Giovanni .
A partir de 1922-1924, Fleischer foi a principal artista na Companhia de Ópera Alemã e participou de uma turnê da companhia de ópera, que passou por toda a América do Norte. Algumas das representações que ela fez com a companhia, incluíram Adele, em Die Fledermaus, Hansel em Hansel e Gretel, Marzelline no Fidelio e Susanna. Em 1925, ela realizou concertos pela Itália. Ela também trabalhou para outra companhia de ópera na América, a Companhia William Wade Hinshaw, e, em 1925-1926, fez apresentações de Mozart, principalmente em inglês.
Em 6 de novembro de 1926, Fleischer fez a sua estreia no Metropolitan Opera, como Primeira-Dama, em A Flauta Mágica, sob a regência de Artur Bodanzky. Atuou por dez temporadas no Metropolitan Opera, num total de 400 apresentações. Ela apareceu em diversas estreias do Metetropolitan Opera nos Estados Unidos, incluindo Lisette de Puccini em La rondine (1928), Aithra de Richard Strauss' em Die ägyptische Helena (1928), Yvonne de Ernst Krenek em Jonny spielt auf (1929), Volkhova de Nikolai Rimsky-Korsakov em Sadko (1930) e Sofia de Rossini Il signor Bruschino. Outros papéis da artista na companhia incluíram Adina em L'elisir d'amore, Alice Ford em Falstaff, Ännchen em Der Freischütz, Berthe em Le prophète, Dorabella em Così fan tutte, Eva em Die Meistersinger von Nürnberg, Fiametta em Boccaccio, Ave florestal em Siegfried, tanto Gutrune e a 3º Norn em Götterdämmerung, Hänsel e Lauretta em Gianni Schicchi, Margarida em Faust, Marzelline e Mathilde em William Tell, Micaela em Carmen, Musetta em La bohème, Nedda em Pagliacci, Ortlinde em Die Valkyrie, Pamina em A Flauta Mágica, Petrita em Von Suppe da Dona Juanita, Princesa Eudoxie em La Juive, Serpina em La serva padrona, o Pastor em Tannhäuser, Sophie em Der Rosenkavalier, Stéphano em Roméo et Juliette, Woglinde em Das Rheingold e Zerlina. Sua última performance no Metropolitan Opera foi como Woglinde, em Götterdämmerung, em 21 de março de 1936.
De 1934 até sua aposentadoria, em 1949, Fleischer foi uma das líderes de soprano no Teatro Colón, em Buenos Aires, onde o seu marido, o maestro Erich Engel, era diretor. Durante a sua carreira, ela também apareceu regularmente em salas de concerto na Dinamarca, Alemanha e Nova Iorque. Ela começou a ensinar canto para seus alunos enquanto vivia na Argentina, incluindo os sopranos Nilda Hofmann e Carlos Feller. Em 1949, ela se juntou ao corpo docente do Conservatório de Viena e, mais tarde, também ensinou canto em um estúdio privado em Zuriquel. Edytha Fleischer morreu em 1957.